# Seborrhoisches Säuglingsekzem

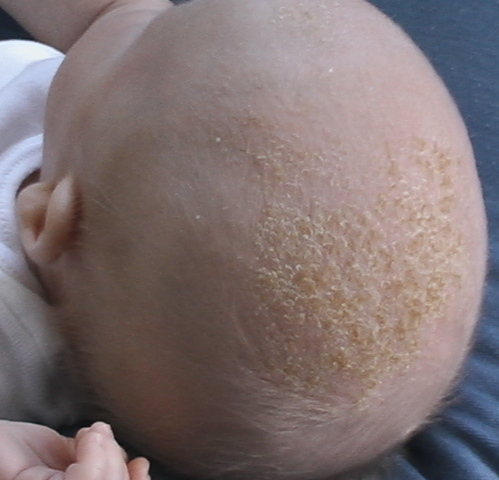
Kopfschuppen sind die am weitesten verbreitete und harmloseste Form des seborrhoischen Säuglingsekzems – häufig als Milchschorf bezeichnet

Das seborrhoische Säuglingsekzem (auch Kopfgneis oder Grind) ist eine spezielle Form des seborrhoischen Ekzems im Säuglingsalter.
Es handelt sich um einen schuppigen bis krustigen Hautausschlag, meist am behaarten Teil des Kopfes.
Die umgangssprachliche – und doppeldeutige – Bezeichnung Milchschorf geht auf die Ähnlichkeit der Hautveränderungen mit im Topf angebrannt-verkrusteter Milch zurück und bedeutet nicht, dass die Unverträglichkeit von Milch die Ursache wäre.

## Symptome und Verlauf
Das seborrhoische Säuglingsekzem ist eine harmlose Hautveränderung. Die Häufigkeit wurde auf bis zu 40 % aller Kinder in den ersten drei Lebensmonaten geschätzt, wobei in den meisten Fällen nur der behaarte Teil des Kopfes betroffen ist. Aus diesem Grunde hat sich im Englischen die Bezeichnung cradle cap (Babybett-Mütze) nicht nur in der Umgangssprache, sondern auch in der Medizin eingebürgert. Der Hautausschlag ist in den allermeisten Fällen selbst begrenzend. Sollte die Hautveränderung länger als 12 Monate bestehen, sollten weitere diagnostische Schritte erwogen werden.

## Differenzialdiagnose
Das seborrhoische Säuglingsekzem hat äußerliche Ähnlichkeit mit dem atopischen Ekzem (Neurodermitis), für das – verwirrender Weise – auch die Bezeichnung Milchschorf verwendet wird. Beide Hautveränderungen sind zwar typische Säuglingsekzeme (Eccema infantum), ihnen liegen aber grundsätzlich verschiedene Erkrankungen zugrunde. Zur Unterscheidung wird das atopische Ekzem teils auch als „echter Milchschorf“ bezeichnet. 

## Geschichte der BezeichnungMilchschorf
Die volkstümliche Verwendung des Ausdrucks Milchschorf für Hautausschläge verschiedener Art bei Kindern besteht seit mehreren Jahrhunderten. Spätestens seit 1779 haben Mediziner ihn aufgegriffen und darüber publiziert.
Spätestens seit 1932 wurde er dann von verschiedenen Autoren in widersprüchlicher Weise entweder dem seborrhoischen oder dem atopischen Ekzem im Säuglingsalter zugeordnet, obwohl schon damals die grundlegende Verschiedenheit der beiden Erkrankungen bekannt war. Diese Situation ist bis heute (Stand 2021) unverändert, was dazu führen kann, dass Eltern von zwei Ärzten in der Sache zwar dieselbe Diagnose bekommen, jedoch eine gegensätzliche Auskunft zur Frage der Bezeichnung Milchschorf.

### Wissenschaft
- Peter H Höger: Kinderdermatologie: Differenzialdiagnostik und Therapie bei Kindern und Jugendlichen; mit 272 Tabellen. Schattauer, Stuttgart/ New York 2007, ISBN 978-3-7945-2489-1, (books.google.de).
- Peter H. Hoeger, Veronica Kinsler, Albert C. Yan, Christine Bodemer, Margarita Larralde, David Luk, Vibhu Mendiratta, Diana Purvis: Harper's Textbook of Pediatric Dermatology. 4. Auflage. John Wiley & Sons, Oxford 2020, ISBN 978-1-119-14280-5, (books.google.de).
- T. Nobles, S. Harberger, K. Krishnamurthy: Cradle Cap. In: StatPearls. [Internet]. Treasure Island (FL). StatPearls Publishing; August 2020. PMID 30285358 Free Books & Documents (Review) (freier Volltext).
- L. J. Borda, T. C. Wikramanayake: Seborrheic Dermatitis and Dandruff: A Comprehensive Review. In: Journal of clinical and investigative dermatology. Band 3, Nummer 2, Dezember 2015, doi:10.13188/2373-1044.1000019. PMID 27148560, PMC 4852869 (freier Volltext).

### Ratgeber
- Katy Holland; Sarah Jarvis; Katharina Dahl: Kindergesundheit für Dummies, WILEY-VCH Verlag, Weinheim 2007, ISBN 9783527703661, Vorschau Google Books.